# Challenge Cup 2008-2009 (pallavolo femminile)
La Challenge Cup di pallavolo femminile 2008-2009 è stata la 29ª edizione del terzo torneo pallavolistico per importanza dopo la Champions League e la Coppa CEV, la seconda con questa denominazione; iniziata con la fase ad eliminazione diretta l'11 ottobre 2008, si è conclusa con la final-four di Jesi, in Italia, il 15 marzo 2009. Al torneo hanno partecipato 54 squadre di club europee e la vittoria finale è andata per la prima volta al Giannino Pieralisi Volley.

## Squadre partecipanti
| - Albacete - USSP Albi - Azərreyl - İqtisadçı - Rabitə Baku - Luka Bar - Radnički Belgrado - Slávia Bratislava - Bratislavský - Jedinstvo Brčko - Královo Pole - Dinamo Bucarest - Vasas - Diego Porcelos | - Zolotonosha Čerkasy - Kruh Čerkasy - Dresdner - Anorthōsīs - Vanajan - Asteríx Kieldrecht - Klagenfurt - Istres - Karşıyaka - Giannino Pieralisi - AEK Larnaca - Le Cannet - AEL Limassol - ASKÖ Linz-Steg | - Madeira - Markopoulo - Branik - Minčanka - Kamunal'nik Mahilëŭ - HIT Nova Gorica - Novo Mesto - Nyíregyháza - Pollux - Olomouc - Olympiakos - Osijek - Panathīnaïkos - Piatra Neamț | - Pula - Viesti Salo - Leningradka - Dobrinja - Severodončanka - Forza - CSKA Sofia - Vukovar - Volejbol Tirana - Târgu Mureș - Datovoc Tongeren - Troon VC |

Krug Cherkasy, Datovoc Tongeren e Karşıyaka Spor Kulübü, tutte e tre provenienti dalla Coppa CEV, hanno rinunciato di disputare il torneo

## Torneo

### Primo turno

#### Andata
| 11 ottobre 2008 Sportska dvorana Topolica, Antibari Durata: 1h:14 - Spettatori: 250        | Luka Bar     | 0 - 3 | Jedinstvo Brčko | 16-25, 9-25, 19-25                |
| 12 ottobre 2008 Sportna Dvorana Ljudski Vrt, Maribor Durata: 1h:15 - Spettatori: 1500      | Branik       | 0 - 3 | Dresdner        | 21-25, 26-28, 15-25               |
| 11 ottobre 2008 Sportovni Hala, Brno Durata: 1h:46 - Spettatori: 150                       | Královo Pole | 3 - 1 | Olomouc         | 29-27, 20-25, 25-18, 25-20        |
| 11 ottobre 2010 Hämeenkaari, Hämeenlinna Durata: 1h:54 - Spettatori: 318                   | Vanajan      | 1 - 3 | CSKA Sofia      | 23-25, 25-21, 20-25, 18-25        |
| 11 ottobre 2008 Sala Sporturilor, Târgu Mureș Durata: 2h:10 - Spettatori: 600              | Târgu Mureș  | 3 - 2 | Minčanka        | 15-25, 25-23, 23-25, 25-22, 15-10 |
| 12 ottobre 2008 Municipality Stadium, Markopoulo Mesogaias Durata: 1h:17 - Spettatori: 400 | Markopoulo   | 3 - 0 | Anorthōsīs      | 26-24, 25-23, 25-8                |

#### Ritorno
| 11 ottobre 2008 Sportska Dvorana Magnet, Brčko Durata: 1h:02 - Spettatori: 800            | Jedinstvo Brčko | 3 - 0 | Luka Bar     | 25-11, 25-13, 25-10               |
| 12 ottobre 2008 Margon Arena, Dresda Durata: 1h:18 - Spettatori: 2200                     | Dresdner        | 3 - 0 | Branik       | 25-20, 25-14, 25-22               |
| 11 ottobre 2008 Univerzita Palackeho, Olomouc Durata: 1h:18 - Spettatori: 400             | Olomouc         | 0 - 3 | Královo Pole | 23-25, 20-25, 17-25               |
| 11 ottobre 2008 Palazzetto dello Sport Vasil Simov, Sofia Durata: 1h:46 - Spettatori: 250 | CSKA Sofia      | 3 - 1 | Vanajan      | 23-25, 25-18, 25-15, 25-22        |
| 11 ottobre 2008 Palace of Sports Ledovy, Minsk Durata: 1h:13 - Spettatori: 1000           | Minčanka        | 0 - 3 | Târgu Mureș  | 23-25, 22-25, 20-25               |
| 19 ottobre 2008 Themistokleio Sports Center, Limassol Durata: 1h:58 - Spettatori: 500     | Anorthōsīs      | 2 - 3 | Markopoulo   | 25-18, 25-22, 22-25, 21-25, 11-15 |

#### Squadre qualificate
- Jedinstvo Brčko
- Královo Pole
- Dresdner
- Markopoulo
- CSKA Sofia
- Târgu Mureș

### Secondo turno

#### Andata
| 5 novembre 2008 PalaTriccoli, Jesi Durata: 1h:12 - Spettatori: 300                         | Giannino Pieralisi | 3 - 0 | Jedinstvo Brčko     | 25-13, 25-16, 25-16               |
| 5 novembre 2008 Športna dvorana, Nova Gorica Durata: 1h:11 - Spettatori:                   | HIT Nova Gorica    | 3 - 0 | Volejbol Tirana     | 25-20, 25-11, 25-15               |
| 5 novembre 2008 Sportcentrum Vondersweijde, Oldenzaal Durata: 2h:23 - Spettatori:          | Pollux             | 3 - 2 | Dresdner            | 22-25, 30-28, 20-25, 25-19, 18-16 |
| 5 novembre 2008 Europagymnasium Auhof, Linz Durata: 1h:39 - Spettatori: 550                | ASKÖ Linz-Steg     | 3 - 1 | Novo Mesto          | 23-25, 25-22, 25-15, 25-8         |
| 4 novembre 2008 Polideportivo El Plantio, Burgos Durata: 0h:55 - Spettatori: 400           | Diego Porcelos     | 3 - 0 | Troon VC            | 25-8, 25-10, 25-9                 |
| 5 novembre 2008 Halle Polyvalente, Istres Durata: 2h:02 - Spettatori: 1000                 | Istres             | 3 - 1 | Královo Pole        | 25-18, 30-28, 24-26, 28-26        |
| 5 novembre 2008 Sportska Dvorana Borovo, Vukovar Durata: 1h:44 - Spettatori: 300           | Vukovar            | 3 - 1 | Dobrinja            | 25-14, 25-15, 19-25, 25-21        |
| 5 novembre 2008 Vasas Sportcsarnok, Budapest Durata: 1h:48 - Spettatori: 250               | Vasas              | 1 - 3 | Nyíregyháza         | 24-26, 25-20, 21-25, 18-25        |
| 6 novembre 2008 Hristo Botev Hall, Sofia Durata: 1h:51 - Spettatori: 300                   | CSKA Sofia         | 2 - 3 | Kamunal'nik Mahilëŭ | 17-25, 25-18, 25-19, 20-25, 10-15 |
| 6 novembre 2008 Sala Sporturilor, Târgu Mureș Durata: 1h:07 - Spettatori: 550              | Târgu Mureș        | 3 - 0 | Kruh Čerkasy        | 25-12, 25-15, 25-21               |
| 4 novembre 2008 SRC Kale, Skopje Durata: 1h:38 - Spettatori: 1000                          | Forza              | 1 - 3 | Leningradka         | 16-25, 26-24, 14-25, 13-25        |
| 5 novembre 2008 Olimpic & Leisure Complex, Quba Durata: ? - Spettatori: ?                  | İqtisadçı          | 0 - 3 | AEL Limassol        | 0-25, 0-25, 0-25 *                |
| 4 novembre 2008 Kition Sport Center, Larnaca Durata: 1h:13 - Spettatori: 450               | AEK Larnaca        | 0 - 3 | Piatra Neamț        | 21-25, 13-25, 23-25               |
| 5 novembre 2008 Municipality Stadium, Markopoulo Mesogaias Durata: 1h:13 - Spettatori: 400 | Markopoulo         | 3 - 0 | Radnički Belgrado   | 25-16, 25-20, 25-23               |
| 6 novembre 2008 Ledovyj Sports Palace, Sjevjerodonec'k Durata: 1h:16 - Spettatori: 3280    | Severodončanka     | 3 - 0 | Olympiakos          | 26-24, 25-19, 25-15               |
| 5 novembre 2008 Salohalli, Salo Durata: 2h:18 - Spettatori: 620                            | Viesti Salo        | 3 - 2 | Rabitə Baku         | 22-25, 24-26, 26-24, 25-18, 15-11 |

* Partita persa a tavolino dal club azero per lo schieramento di due giocatrici non utilizzabili

#### Ritorno
| 12 novembre 2008 Sportska Dvorana Magnet, Brčko Durata: 1h:05 - Spettatori: 1200               | Jedinstvo Brčko     | 0 - 3 | Giannino Pieralisi | 13-25, 14-25, 8-25                |
| 12 novembre 2008 Asllan Rusi, Tirana Durata: 1h:13 - Spettatori: 200                           | Volejbol Tirana     | 0 - 3 | HIT Nova Gorica    | 19-25, 22-25, 18-25               |
| 12 novembre 2008 Margon Arena, Dresda Durata: 1h:15 - Spettatori: 2010                         | Dresdner            | 3 - 0 | Pollux             | 25-15, 25-17, 25-21               |
| 12 novembre 2008 Sportna Dvorana Marof, Novo Mesto Durata: 1h:09 - Spettatori: 150             | Novo Mesto          | 0 - 3 | ASKÖ Linz-Steg     | 15-25, 14-25, 24-26               |
| 12 novembre 2008 The Citadel, Ayr Durata: 0h:58 - Spettatori: 250                              | Troon VC            | 0 - 3 | Diego Porcelos     | 9-25, 7-25, 6-25                  |
| 13 novembre 2008 Mestska Hala Vodova, Brno Durata: 1h:59 - Spettatori: 330                     | Královo Pole        | 3 - 2 | Istres             | 20-25, 25-19, 25-27, 25-23, 17-15 |
| 13 novembre 2008 Sportska Dvorana Ramiz Salcin, Sarajevo Durata: 1h:39 - Spettatori: 150       | Dobrinja            | 1 - 3 | Vukovar            | 22-25, 19-25, 25-22, 11-25        |
| 12 novembre 2008 Bujtosi Szabadido Csarnok, Nyíregyháza Durata: 2h:02 - Spettatori: 300        | Nyíregyháza         | 2 - 3 | Vasas              | 17-25, 25-20, 25-18, 20-25, 10-15 |
| 12 novembre 2008 Sportivnyj Kompleks Olimpiets, Mahilëŭ Durata: 1h:36 - Spettatori: 1000       | Kamunal'nik Mahilëŭ | 3 - 1 | CSKA Sofia         | 25-17, 25-9, 21-25, 27-25         |
| 11 novembre 2008 Palazzo Budivel'nyk, Čerkasy Durata: 1h:44 - Spettatori: 200                  | Kruh Čerkasy        | 3 - 1 | Târgu Mureș        | 21-25, 25-22, 27-25, 25-22        |
| 12 novembre 2008 Accademia Vjačeslav Platonov, San Pietroburgo Durata: 1h:05 - Spettatori: 550 | Leningradka         | 3 - 0 | Forza              | 25-14, 25-14, 25-18               |
| 12 novembre 2008 LTV AEL, Limassol Durata: ? - Spettatori: 170                                 | AEL Limassol        | 3 - 0 | İqtisadçı          | 25-0, 25-0, 25-0 *                |
| 11 novembre 2008 Ceahlaul, Piatra Neamț Durata: 1h:11 - Spettatori: 450                        | Piatra Neamț        | 3 - 0 | AEK Larnaca        | 25-18, 26-24, 25-14               |
| 12 novembre 2008 SH Radnicki, Belgrado Durata: 1h:07 - Spettatori: 200                         | Radnički Belgrado   | 0 - 3 | Markopoulo         | 15-25, 23-25, 15-25               |
| 13 novembre 2008 Melina Merkourī Hall, Il Pireo Durata: 1h:59 - Spettatori: 300                | Olympiakos          | 3 - 2 | Severodončanka     | 25-21, 25-19, 15-25, 24-26, 15-13 |
| 13 novembre 2008 Sports Games Palace, Baku Durata: 1h:24 - Spettatori: 1200                    | Rabitə Baku         | 3 - 0 | Viesti Salo        | 25-21, 25-19, 25-20               |

* Partita persa a tavolino dal club azero per lo schieramento di una giocatrice non utilizzabile

#### Squadre qualificate
| - Rabitə Baku - Diego Porcelos - Dresdner - Istres - Giannino Pieralisi - AEL Limassol - ASKÖ Linz-Steg - Markopoulo | - Kamunal'nik Mahilëŭ - Nyíregyháza - HIT Nova Gorica - Piatra Neamț - Leningradka - Severodončanka - Vukovar - Târgu Mureș |

### Sedicesimi di finale

#### Andata
| 9 dicembre 2008 Hall De Meerminnen, Beveren Durata: 1h:12 - Spettatori: 300                  | Asteríx Kieldrecht   | 0 - 3 | Leningradka         | 17-25, 23-25, 19-25               |
| Incontro non disputato per il ritiro dalla competizione della società Volejbol'nyj Klub Kruh | Kruh Čerkasy         | 0 - 3 | AEL Limassol        | 0-25, 0-25, 0-25                  |
| 11 dicembre 2008 Športová hala Mladosť, Bratislava Durata: 1h:54 - Spettatori: 350           | Doprastav Bratislava | 1 - 3 | Istres              | 25-18, 26-28, 19-25, 24-26        |
| 9 dicembre 2008 Gymnase Maillan, Le Cannet Durata: 1h:43 - Spettatori: 350                   | Le Cannet            | 3 - 1 | Târgu Mureș         | 18-25, 27-25, 25-12, 25-16        |
| 10 dicembre 2008 Lucian Grigorescu Sports Hall, Bucarest Durata: 1h:49 - Spettatori: 50      | Dinamo Bucarest      | 3 - 1 | Kamunal'nik Mahilëŭ | 19-25, 25-22, 25-22, 25-22        |
| 10 dicembre 2008 Športová hala Mladosť, Bratislava Durata: 1h:06 - Spettatori: 400           | Slávia Bratislava    | 0 - 3 | Giannino Pieralisi  | 17-25, 9-25, 17-25                |
| 10 dicembre 2008 Maison des Sports, Albi Durata: 1h:16 - Spettatori: 931                     | USSP Albi            | 3 - 0 | Piatra Neamț        | 25-23, 25-23, 25-17               |
| Incontro non disputato per il ritiro dalla competizione della società VC Tongeren            | Datovoc Tongeren     | 0 - 3 | Severodončanka      | 0-25, 0-25, 0-25                  |
| 10 dicembre 2008 Dom Sportova, Pola Durata: 1h:10 - Spettatori: 100                          | Pula                 | 0 - 3 | Dresdner            | 12-25, 12-25, 16-25               |
| Incontro non disputato per il ritiro dalla competizione della società Karşıyaka Spor Kulübü  | Karşıyaka            | 0 - 3 | Rabitə Baku         | 0-25, 0-25, 0-25                  |
| 9 dicembre 2008 Sports Games Palace, Baku Durata: 2h:00 - Spettatori: 1500                   | Azərreyl             | 3 - 2 | Nyíregyháza         | 22-25, 25-19, 16-25, 28-26, 15-12 |
| 11 dicembre 2008 Pab. Polid. Parque, Albacete Durata: 2h:11 - Spettatori: 600                | Albacete             | 3 - 2 | HIT Nova Gorica     | 18-25, 19-25, 25-17, 25-22, 15-10 |
| 11 dicembre 2008 Sporthalle Lerchenfeld, Klagenfurt Durata: 0h:58 - Spettatori: 150          | Klagenfurt           | 0 - 3 | Markopoulo          | 13-25, 12-25, 17-25               |
| 10 dicembre 2008 ?, ? Durata: 2h:12 - Spettatori: 250                                        | Madeira              | 2 - 3 | Diego Porcelos      | 25-19, 24-26, 25-19, 19-25, 12-15 |
| 10 dicembre 2008 Športska dvorana Zrinjevac, Osijek Durata: 1h:42 - Spettatori: 150          | Osijek               | 1 - 3 | ASKÖ Linz-Steg      | 25-16, 19-25, 24-26, 21-25        |
| 10 dicembre 2008 National A. C. Makis Liougas, Glifada Durata: 1h:08 - Spettatori: 250       | Panathīnaïkos        | 3 - 0 | Vukovar             | 25-20, 25-16, 25-19               |

#### Ritorno
| 17 dicembre 2008 Accademia Vjačeslav Platonov, San Pietroburgo Durata: 1h:37 - Spettatori: 500 | Leningradka         | 3 - 1 | Asteríx Kieldrecht   | 25-22, 25-19, 25-27, 25-16                   |
| Incontro non disputato per il ritiro dalla competizione della società Volejbol'nyj Klub Kruh   | AEL Limassol        | 3 - 0 | Kruh Čerkasy         | 25-0, 25-0, 25-0                             |
| 17 dicembre 2008 Halle Polyvalente, Istres Durata: 1h:20 - Spettatori: 750                     | Istres              | 3 - 0 | Doprastav Bratislava | 25-22, 26-24, 25-15                          |
| 16 dicembre 2008 Sala Sporturilor, Târgu Mureș Durata: 1h:56 - Spettatori: 700                 | Târgu Mureș         | 3 - 2 | Le Cannet            | 25-16, 20-25, 25-20, 20-25, 15-12            |
| 17 dicembre 2008 Sport Complex Olympiets, Mogilev Durata: 1h:37 - Spettatori: 800              | Kamunal'nik Mahilëŭ | 3 - 1 | Dinamo Bucarest      | 25-23, 22-25, 25-17, 25-18 Golden set: 12-15 |
| 17 dicembre 2008 PalaTriccoli, Jesi Durata: 1h:12 - Spettatori: 250                            | Giannino Pieralisi  | 3 - 0 | Slávia Bratislava    | 25-12, 25-20, 25-14                          |
| 17 dicembre 2008 ?, Piatra Neamț Durata: 1h:42 - Spettatori: 427                               | Piatra Neamț        | 3 - 1 | USSP Albi            | 25-23, 23-25, 25-20, 25-21                   |
| Incontro non disputato per il ritiro dalla competizione della società VC Tongeren              | Severodončanka      | 3 - 0 | Datovoc Tongeren     | 25-0, 25-0, 25-0                             |
| 17 dicembre 2008 Margon Arena, Dresda Durata: 1h:05 - Spettatori: 1480                         | Dresdner            | 3 - 0 | Pula                 | 25-11, 25-17, 25-16                          |
| Incontro non disputato per il ritiro dalla competizione della società Karşıyaka Spor Kulübü    | Rabitə Baku         | 3 - 0 | Karşıyaka            | 25-0, 25-0, 25-0                             |
| 18 dicembre 2008 Bujtosi Szabadidő csarnok, Nyíregyháza Durata: 1h:47 - Spettatori: 600        | Nyíregyháza         | 3 - 1 | Azərreyl             | 28-26, 23-25, 25-22, 25-16                   |
| 17 dicembre 2008 Športna dvorana, Nova Gorica Durata: 2h:11 - Spettatori: 400                  | HIT Nova Gorica     | 2 - 3 | Albacete             | 19-25, 21-25, 25-20, 25-22, 13-15            |
| 17 dicembre 2008 Municipality Stadium, Markopoulo Mesogaias Durata: 1h:38 - Spettatori: 90     | Markopoulo          | 3 - 1 | Klagenfurt           | 25-23, 20-25, 25-13, 25-19                   |
| 16 dicembre 2008 P. M. El Plantío, Burgos Durata: 1h:10 - Spettatori: 500                      | Diego Porcelos      | 3 - 0 | Madeira              | 25-17, 25-19, 25-15                          |
| 16 dicembre 2008 Europagymnasium Auhof, Linz Durata: 1h:56 - Spettatori: 350                   | ASKÖ Linz-Steg      | 3 - 2 | Osijek               | 23-25, 19-25, 25-19, 25-15, 15-3             |
| 17 dicembre 2008 Športska dvorana Borovo, Vukovar Durata: 1h:14 - Spettatori: 900              | Vukovar             | 0 - 3 | Panathīnaïkos        | 18-25, 18-25, 19-25                          |

#### Squadre qualificate
| - Albacete - USSP Albi - Rabitə Baku - Dinamo Bucarest - Dresdner - Diego Porcelos - Leningradka - Istres | - Giannino Pieralisi - Le Cannet - AEL Limassol - ASKÖ Linz-Steg - Markopoulo - Nyíregyháza - Panathīnaïkos - Severodončanka |

### Ottavi di finale

#### Andata
| 13 gennaio 2009 Accademia Vjačeslav Platonov, San Pietroburgo Durata: 1h:04 - Spettatori: 1000 | Leningradka     | 3 - 0 | AEL Limassol       | 25-11, 25-19, 25-16               |
| 14 gennaio 2009 Halle Polyvalente, Istres Durata: 1h:59 - Spettatori: 500                      | Istres          | 3 - 2 | Le Cannet          | 25-20, 25-21, 20-25, 9-25, 15-13  |
| 14 gennaio 2009 Lucian Grigorescu Sports Hall, Bucarest Durata: 1h:14 - Spettatori: 100        | Dinamo Bucarest | 0 - 3 | Giannino Pieralisi | 28-30, 19-25, 21-25               |
| Incontro non disputato per il ritiro dalla competizione del Volejbol'nyj Klub Severodončanka   | USSP Albi       | 3 - 0 | Severodončanka     | 25-0, 25-0, 25-0                  |
| 14 gennaio 2009 Margon Arena, Dresda Durata: 1h:47 - Spettatori: 1756                          | Dresdner        | 3 - 1 | Rabitə Baku        | 25-22, 22-25, 25-22, 25-19        |
| 15 gennaio 2009 Bujtosi Szabadidő csarnok, Nyíregyháza Durata: 1h:58 - Spettatori: 250         | Nyíregyháza     | 2 - 3 | Albacete           | 25-19, 24-26, 25-17, 23-25, 13-15 |
| 14 gennaio 2009 Municipality Stadium, Markopoulo Mesogaias Durata: 1h:25 - Spettatori: 250     | Markopoulo      | 3 - 0 | Diego Porcelos     | 27-25, 28-26, 25-21               |
| 14 gennaio 2009 Europagymnasium Auhof, Linz Durata: 1h:03 - Spettatori: 400                    | ASKÖ Linz-Steg  | 0 - 3 | Panathīnaïkos      | 19-25, 19-25, 16-25               |

#### Ritorno
| 21 gennaio 2009 LTV AEL, Limassol Durata: 1h:09 - Spettatori: 400                            | AEL Limassol       | 0 - 3 | Leningradka     | 20-25, 20-25, 15-25        |
| 21 gennaio 2009 Gymnase Maillan, Le Cannet Durata: 1h:20 - Spettatori: 700                   | Le Cannet          | 3 - 0 | Istres          | 25-22, 25-23, 25-18        |
| 21 gennaio 2009 PalaTriccoli, Jesi Durata: 1h:10 - Spettatori: 300                           | Giannino Pieralisi | 3 - 0 | Dinamo Bucarest | 25-21, 25-12, 25-19        |
| Incontro non disputato per il ritiro dalla competizione del Volejbol'nyj Klub Severodončanka | Severodončanka     | 0 - 3 | USSP Albi       | 0-25, 0-25, 0-25           |
| 22 gennaio 2009 Sports Games Palace, Baku Durata: 1h:33 - Spettatori: 3000                   | Rabitə Baku        | 3 - 0 | Dresdner        | 25-21, 25-14, 32-30        |
| 20 gennaio 2009 Pab. Polid. Parque, Albacete Durata: 1h:44 - Spettatori: 800                 | Albacete           | 3 - 1 | Nyíregyháza     | 26-28, 25-20, 25-18, 25-18 |
| 21 gennaio 2009 P. M. El Plantío, Burgos Durata: 1h:29 - Spettatori: 800                     | Diego Porcelos     | 3 - 1 | Markopoulo      | 25-15, 15-25, 25-15, 25-23 |
| 22 gennaio 2009 National A. C. Makis Liougas, Glifada Durata: 1h:12 - Spettatori: 150        | Panathīnaïkos      | 3 - 0 | ASKÖ Linz-Steg  | 25-13, 25-13, 25-17        |

#### Squadre qualificate
- Albacete
- USSP Albi
- Panathīnaïkos
- Rabitə Baku
- Giannino Pieralisi
- Le Cannet
- Markopoulo
- Leningradka

### Quarti di finale

#### Andata
| 11 febbraio 2009 Accademia Vjačeslav Platonov, San Pietroburgo Durata: 1h:08 - Spettatori: 800 | Leningradka        | 3 - 0 | Le Cannet     | 25-11, 25-23, 25-18        |
| 12 febbraio 2009 PalaTriccoli, Jesi Durata: 1h:12 - Spettatori: 380                            | Giannino Pieralisi | 3 - 0 | USSP Albi     | 25-14, 25-20, 25-19        |
| 11 febbraio 2009 Olympic and Leisure Complex, Quba Durata: 1h:52 - Spettatori: 3000            | Rabitə Baku        | 1 - 3 | Albacete      | 25-14, 23-25, 18-25, 18-25 |
| 11 febbraio 2009 Municipality Stadium, Markopoulo Mesogaias Durata: 1h:51 - Spettatori: 500    | Markopoulo         | 1 - 3 | Panathīnaïkos | 25-19, 17-25, 20-25, 20-25 |

#### Ritorno
| 17 febbraio 2009 Gymnase Maillan, Le Cannet Durata: 1h:45 - Spettatori: 750            | Le Cannet     | 3 - 1 | Leningradka        | 17-25, 25-22, 25-22, 25-20 |
| 18 febbraio 2009 Maison des Sports, Albi Durata: 1h:15 - Spettatori: 1129              | USSP Albi     | 0 - 3 | Giannino Pieralisi | 21-25, 19-25, 21-25        |
| 18 febbraio 2009 Pab. Polid. Parque, Albacete Durata: 1h:38 - Spettatori: 1200         | Albacete      | 3 - 1 | Rabitə Baku        | 25-23, 20-25, 25-20, 25-16 |
| 18 febbraio 2009 National A. C. Makis Liougas, Glifada Durata: 1h:11 - Spettatori: 350 | Panathīnaïkos | 3 - 0 | Markopoulo         | 25-19, 25-19, 25-21        |

#### Squadre qualificate
- Albacete
- Panathīnaïkos
- Giannino Pieralisi
- Leningradka

### Final-four
La final four si è disputata a Jesi ( Italia).

Le semifinali si sono giocate il 14 marzo, mentre le finali per il terzo e il primo posto il 15 marzo.
|  | Semifinali         | Semifinali         | Semifinali    |               |                    | Finale 1º/2º posto | Finale 1º/2º posto | Finale 1º/2º posto |  |
|  |                    |                    |               |               |                    |                    |                    |                    |  |
|  | Giannino Pieralisi | Giannino Pieralisi | 3             |               |                    |                    |                    |                    |  |
|  | Giannino Pieralisi | Giannino Pieralisi | 3             |               |                    |                    |                    |                    |  |
|  | Leningradka        | Leningradka        | 1             |               |                    |                    |                    |                    |  |
|  | Leningradka        | Leningradka        | 1             |               | Giannino Pieralisi | Giannino Pieralisi | 3                  |                    |  |
|  |                    |                    |               |               | Giannino Pieralisi | Giannino Pieralisi | 3                  |                    |  |
|  |                    |                    | Panathīnaïkos | Panathīnaïkos | 0                  |                    |                    |                    |  |
|  | Panathīnaïkos}     | Panathīnaïkos}     | Panathīnaïkos | Panathīnaïkos | 0                  | 3                  |                    |                    |  |
|  | Panathīnaïkos}     | Panathīnaïkos}     |               |               |                    | 3                  |                    |                    |  |
|  | Albacete           | Albacete           | 0             |               |                    | Finale 3º/4º posto | Finale 3º/4º posto | Finale 3º/4º posto |  |
|  | Albacete           | Albacete           | 0             |               |                    |                    |                    |                    |  |
|  |                    |                    |               |               |                    |                    |                    |                    |  |
|  |                    |                    |               |               |                    | Leningradka        | Leningradka        | 3                  |  |
|  |                    |                    |               |               |                    | Leningradka        | Leningradka        | 3                  |  |
|  |                    |                    |               |               |                    | Albacete           | Albacete           | 2                  |  |

#### Semifinali
| 14 marzo 2009 PalaTriccoli, Jesi Durata: 1h:53 - Spettatori: 900 | Leningradka | 1 - 3 | Giannino Pieralisi | 25-22, 22-25, 20-25, 25-27 |
| 14 marzo 2009 PalaTriccoli, Jesi Durata: 1h:14 - Spettatori: 350 | Albacete    | 0 - 3 | Panathīnaïkos      | 15-25, 21-25, 20-25        |

#### Finale 3º/4º posto
| 15 marzo 2009 PalaTriccoli, Jesi Durata: 1h:52 - Spettatori: 150 | Leningradka | 3 - 2 | Albacete | 25-19, 22-25, 19-25, 25-19, 15-8 |

#### Finale
| 15 marzo 2009 PalaTriccoli, Jesi Durata: 1h:16 - Spettatori: 1400 | Giannino Pieralisi | 3 - 0 | Panathīnaïkos | 25-20, 25-20, 25-13 |

## Premi individuali
| Premio                 | Giocatore          | Squadra            |
| ---------------------- | ------------------ | ------------------ |
| MVP                    | Simona Rinieri     | Giannino Pieralisi |
| Miglior realizzatrice  | Ana Ivis Fernández | Galatasaray        |
| Miglior muro           | Heather Bown       | Giannino Pieralisi |
| Miglio servizio        | Sanja Tomašević    | Panathīnaïkos      |
| Miglior palleggiatrice | Maja Ognjenović    | Giannino Pieralisi |
| Miglior ricevitrice    | Erika Carvalho     | Albacete           |
| Miglior libero         | Marija Kupčinskaja | Leningradka        |